# Кесариани
Кесариани́ (греч. Καισαριανή) — город и община (дим) в Греции. Находится на высоте 130 метров над уровнем моря, в 4 километрах юго-восточнее площади Омониас, центра Афин. Входит в восточную часть городской агломерации Афин. Входит в периферийную единицу Центральные Афины в периферии Аттика. К востоку находится гора Имитос, на склоне которого находится монастырь Кесариани XI века. Население — 26 458 жителей по переписи 2011 года. Площадь общины — 7,841 квадратного километра, жилой является десятая часть. Плотность — 3374,31 человека на квадратный километр. Димархом на местных выборах в 2010 году избран и в 2014 году переизбран Илиас Стамелос (Ηλίας Σταμέλος).
Граничит на западе с общиной Афины, на севере — с Зографосом, на востоке — с Пеанией, на юго-востоке — с Кропией, на юге — с Вироном.
Город основан беженцами после малоазийской катастрофы 1922 года преимущественно из города Урла. Были несколько семей из Эрифр (ныне Илдыр), Сиврихисар, Чешме, Алачаты, Измир, Буджа, Газиемир и Алтындаг, а также понтийцы. Печально знаменит своим стрельбищем, где казнили «200 Первомайцев» 1 мая 1944 года во время оккупации странами «оси».
В 1934 году Кесариани выделился из общины Афины и создана община (дим).
Ближайшей является станция метро «Эвангелизмос» синей ветки афинского метрополитена.
В общину входят 2 населённых пункта:
| Населённый пункт | Население (2011), человек |
| ---------------- | ------------------------- |
| Влатикос-Статмос | 88                        |
| Кесариани        | 26 370                    |

## Население
| Год  | Население, человек |
| ---- | ------------------ |
| 1991 | 27 345             |
| 2001 | 27 193             |
| 2011 | ↘ 26 458           |

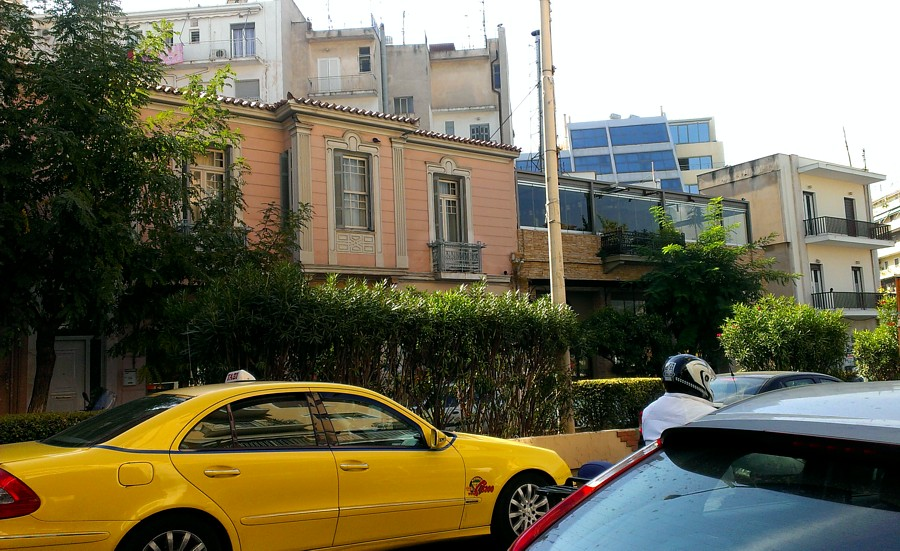
Кесариани
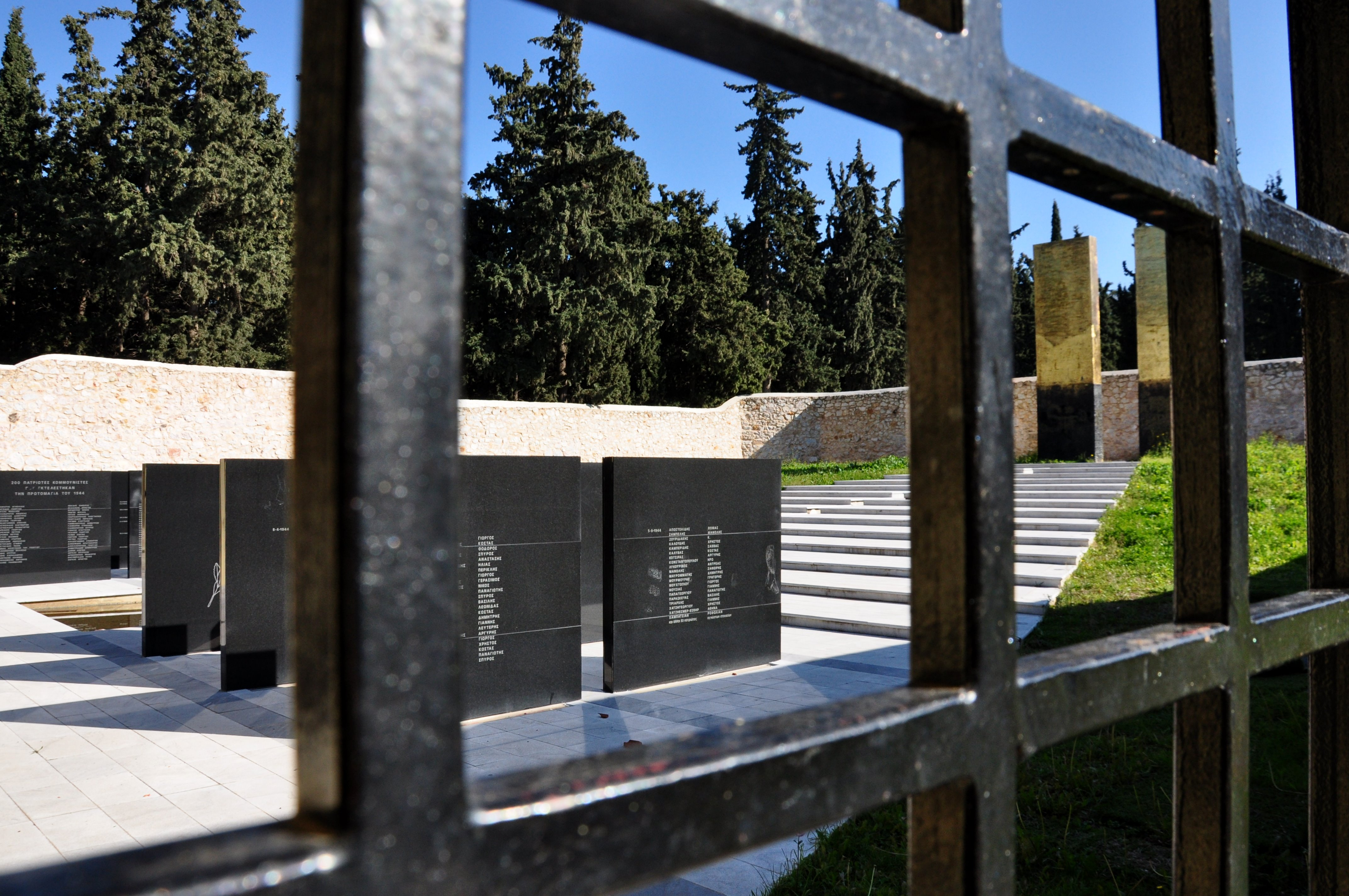
Стрельбище в Кесариани
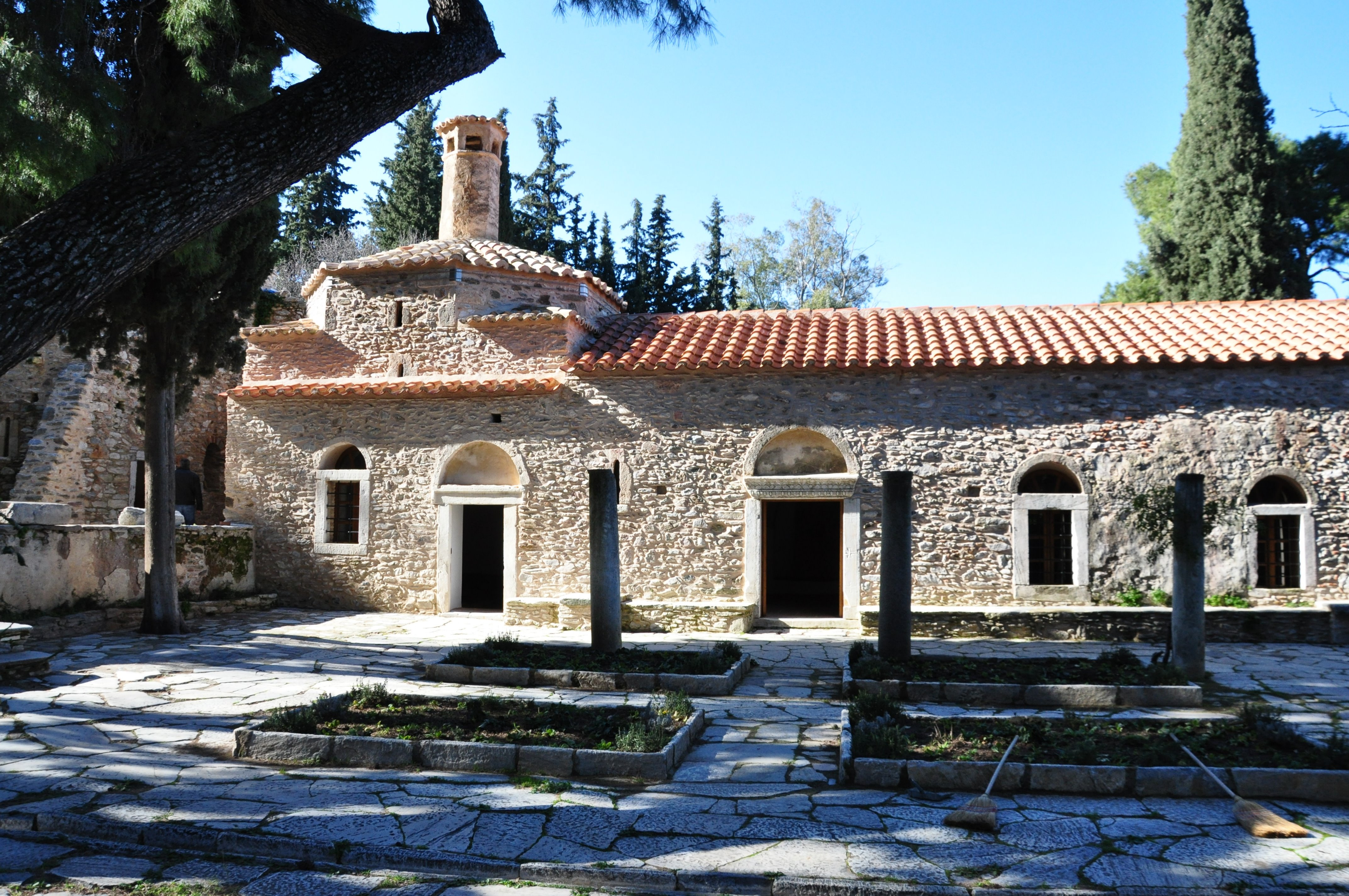
Монастырь Кесариани
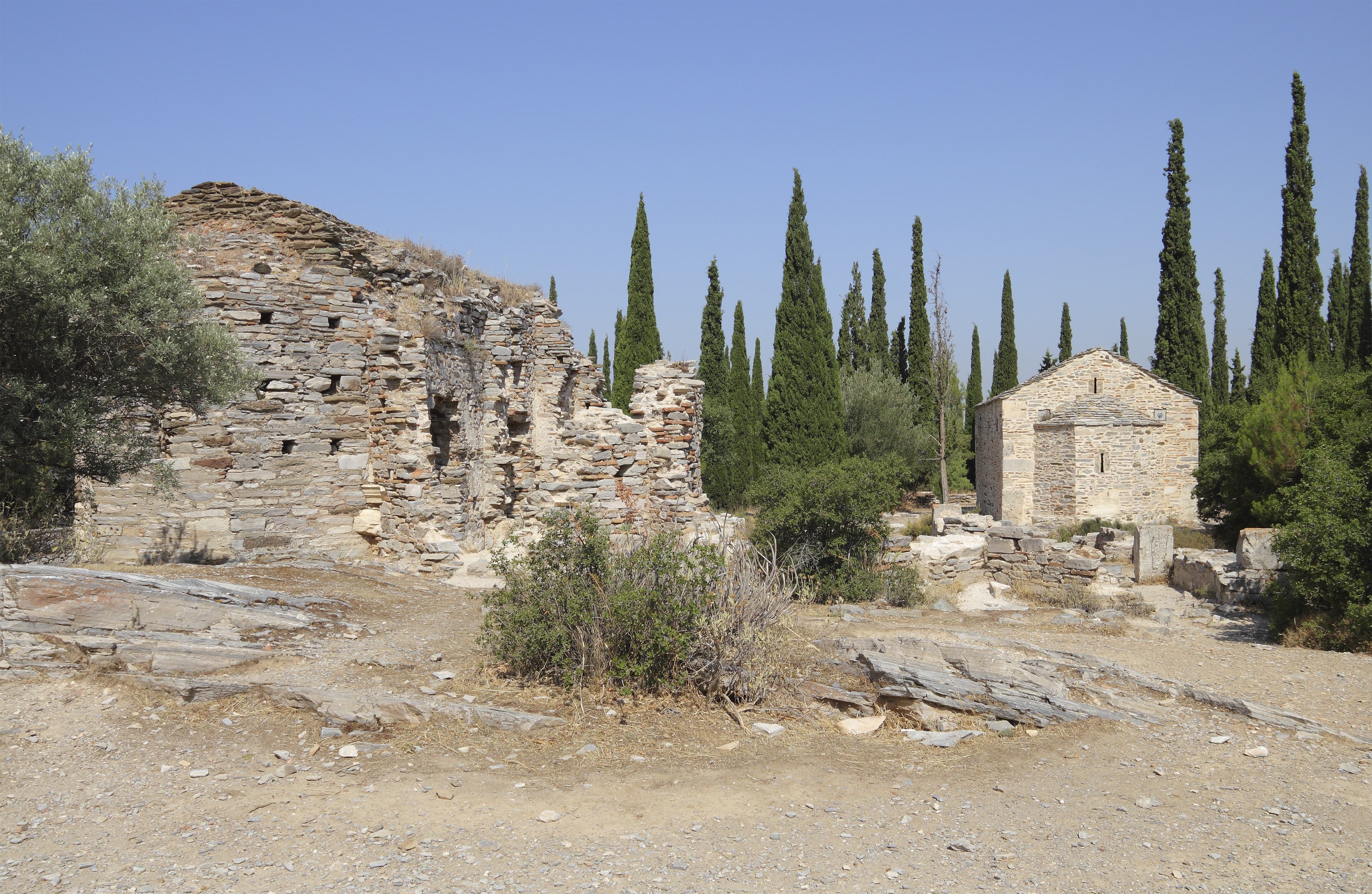
Руины церкви V–VI веков
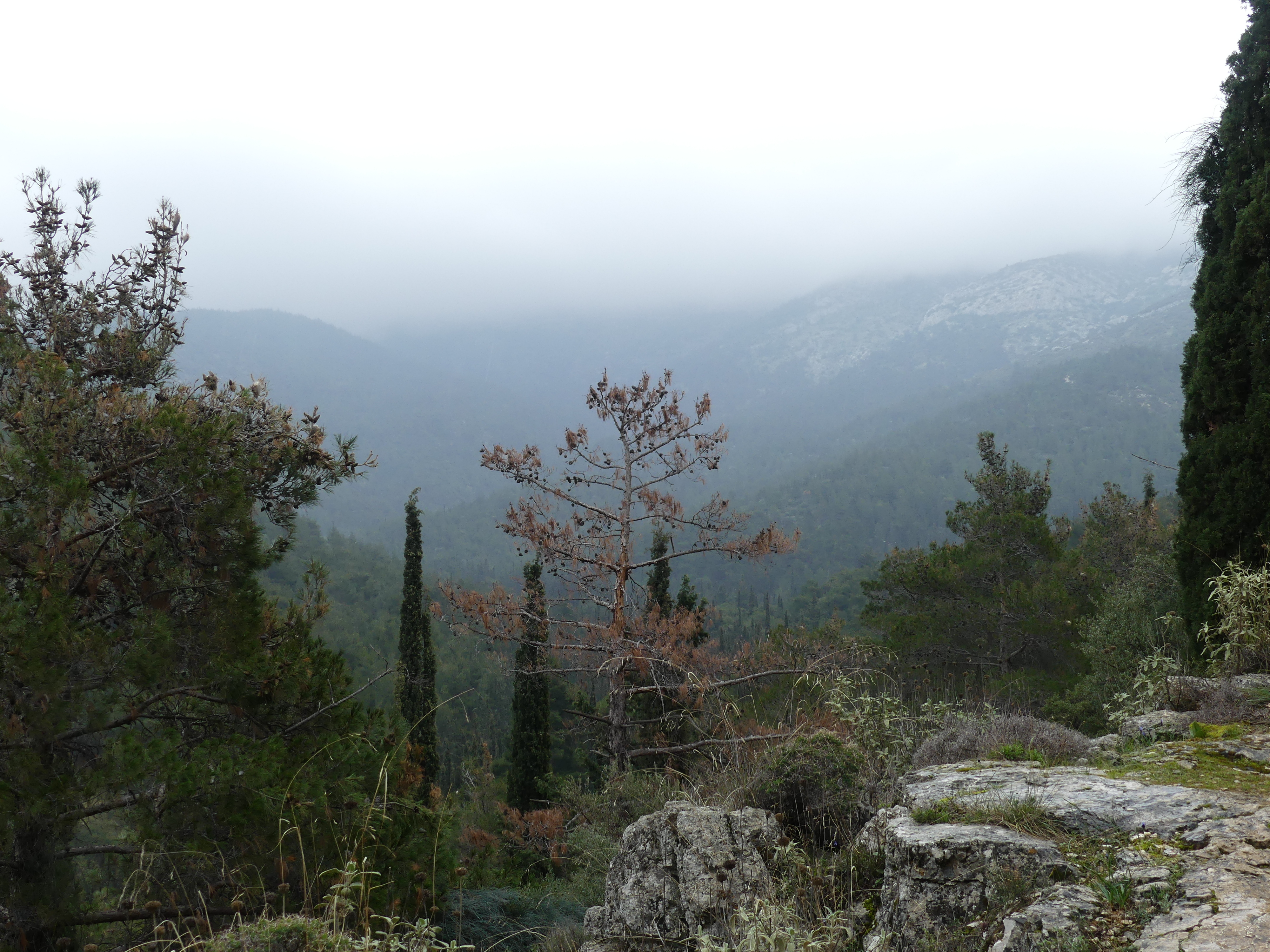
Лес